# Osmia
Osmia è un genere di insetti apoidei appartenente alla famiglia Megachilidae. Il genere Osmia comprende 350 specie di cui 64 si trovano in Italia. Le api appartenenti a questo genere sono solitarie o gregarie e nidificano in cavità preesistenti che tappezzano con fango o materiale vegetale impastato con saliva, per questo vengono chiamate api muratrici. Svolgono un ruolo importante nell'impollinazione.

## Aspetto e morfologia
Il genere osmia comprende specie di dimensioni medie o medio-piccole tra gli apoidei, con dimensioni che vanno dai 6-8 mm nelle specie più piccole (O. andrenoides, O. spinulosa) ai 13-15 mm nelle specie più grandi (O. cornuta, O. rufa); i maschi sono quasi sempre più piccoli delle femmine. Le api appartenenti a questo genere sono di corporatura robusta, con teste grandi e mandibole potenti, toraci rotondi e addomi corti. Hanno la cuticola con colorazioni metalliche verdi, blu, nere, alcune rosso-ruggine  
e, a seconda della specie, possono essere completamente glabre o molto pelose con mantello biancastro, marrone, nero, rosso, arancione. I maschi sono spesso riconoscibili per un ciuffo di peli chiari sul clipeo. Le femmine hanno una scopa ventrale che è difficilmente visibile tranne quando è carica di polline.

## Biologia

### Ciclo di vita

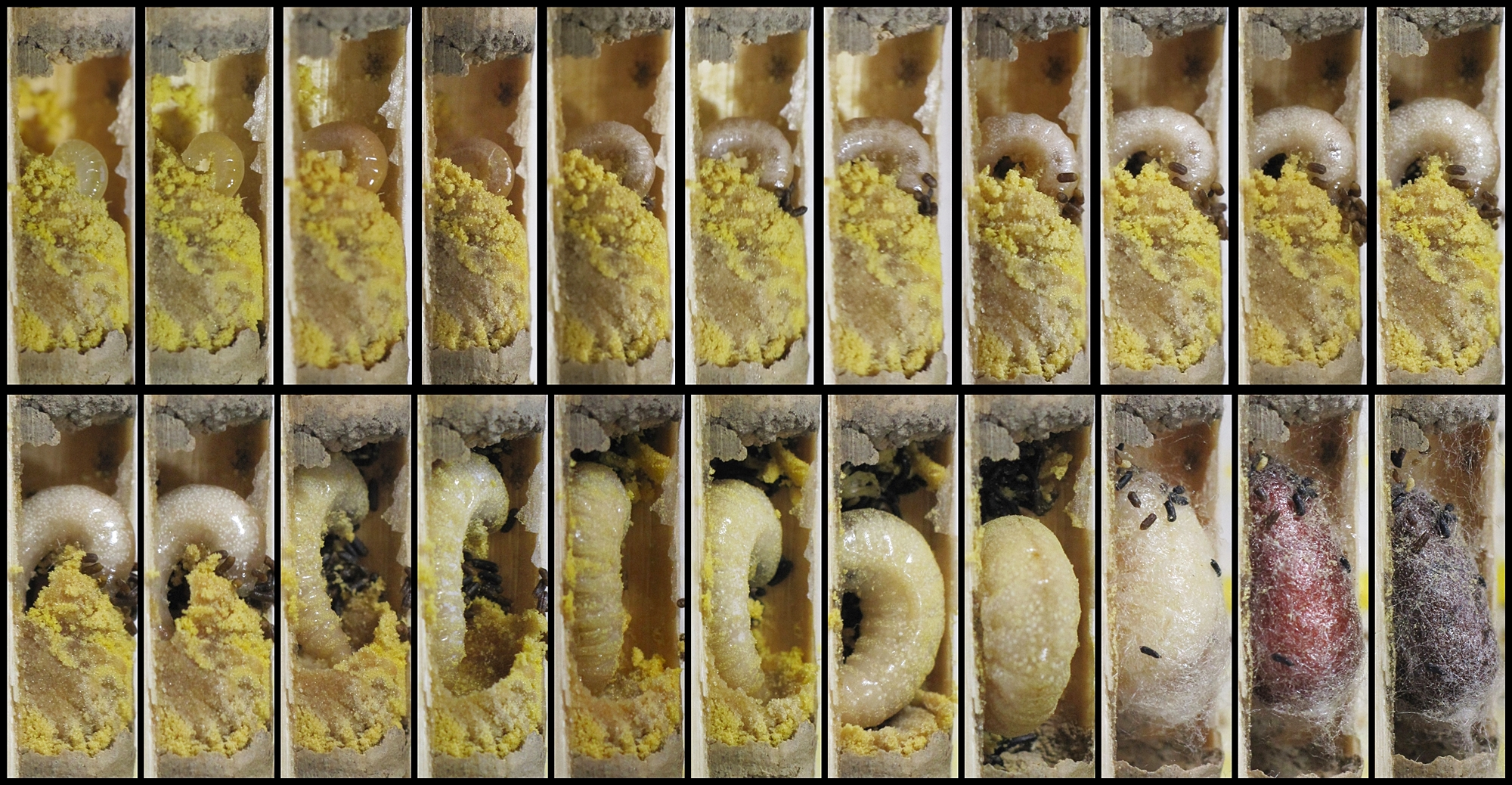
Sviluppo di Osmia rufa

Il periodo di volo e deposizione delle uova varia con la specie. Alcune sono in volo molto presto, a inizio primavera o addirittura fine inverno (per esempio O. cornuta, O. rufa, O. lignaria), altre sono in attività in tarda primavera ed estate (per esempio O. spinulosa). 
Le uova si schiudono tra i 6 e i 10 giorni dopo la deposizione e le larve si nutrono del nettare e del polline accumulati nella cella dalla madre. Quando la scorta di cibo è terminata, la larva tesse il bozzolo e viene detta prepupa. Alcune specie, come O. spinulosa e O. bidentata, passano l'inverno allo stato di prepupa che compie le metamorfosi in pupa e in adulto nella primavera successiva. Altre specie, come O. cornuta, O. rufa e O. lignaria, compiono le due metamorfosi in pupa e adulto prima dell'inverno e svernano da adulti in diapausa all'interno del bozzolo. Alcune specie, come O. caerulescens, sono bivoltine, cioè producono due generazioni l'anno. Altre possono presentare un ciclo biennale, per esempio O. uncinata alle basse altitudini ha un ciclo annuale e sverna come adulto in diapausa nel bozzolo, mentre alle altitudini maggiori ha un ciclo biennale, passando il primo inverno come prepupa e il secondo come adulto in diapausa nel bozzolo.
Al momento dello sfarfallamento, i maschi emergono generalmente qualche giorno prima delle femmine e le attendono. Quando escono anche le femmine avvengono gli accoppiamenti. I maschi muoiono entro pochi giorni, mentre le femmine iniziano l'attività di nidificazione e deposizione delle uova, dopodiché muoiono anch'esse e la progenie si sviluppa e comincia un nuovo ciclo.

### Nido

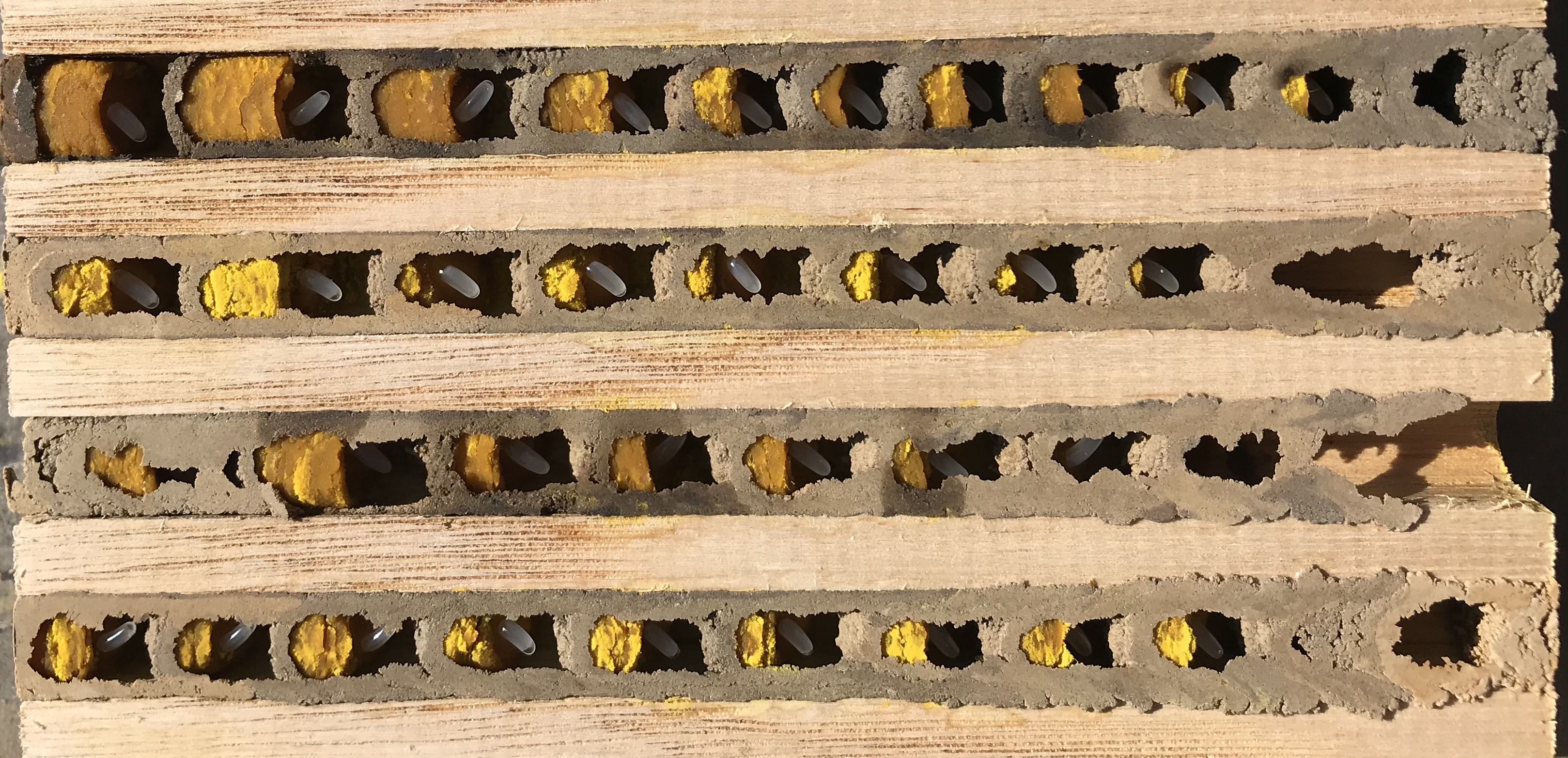
Interno di nidi di Osmia cornuta

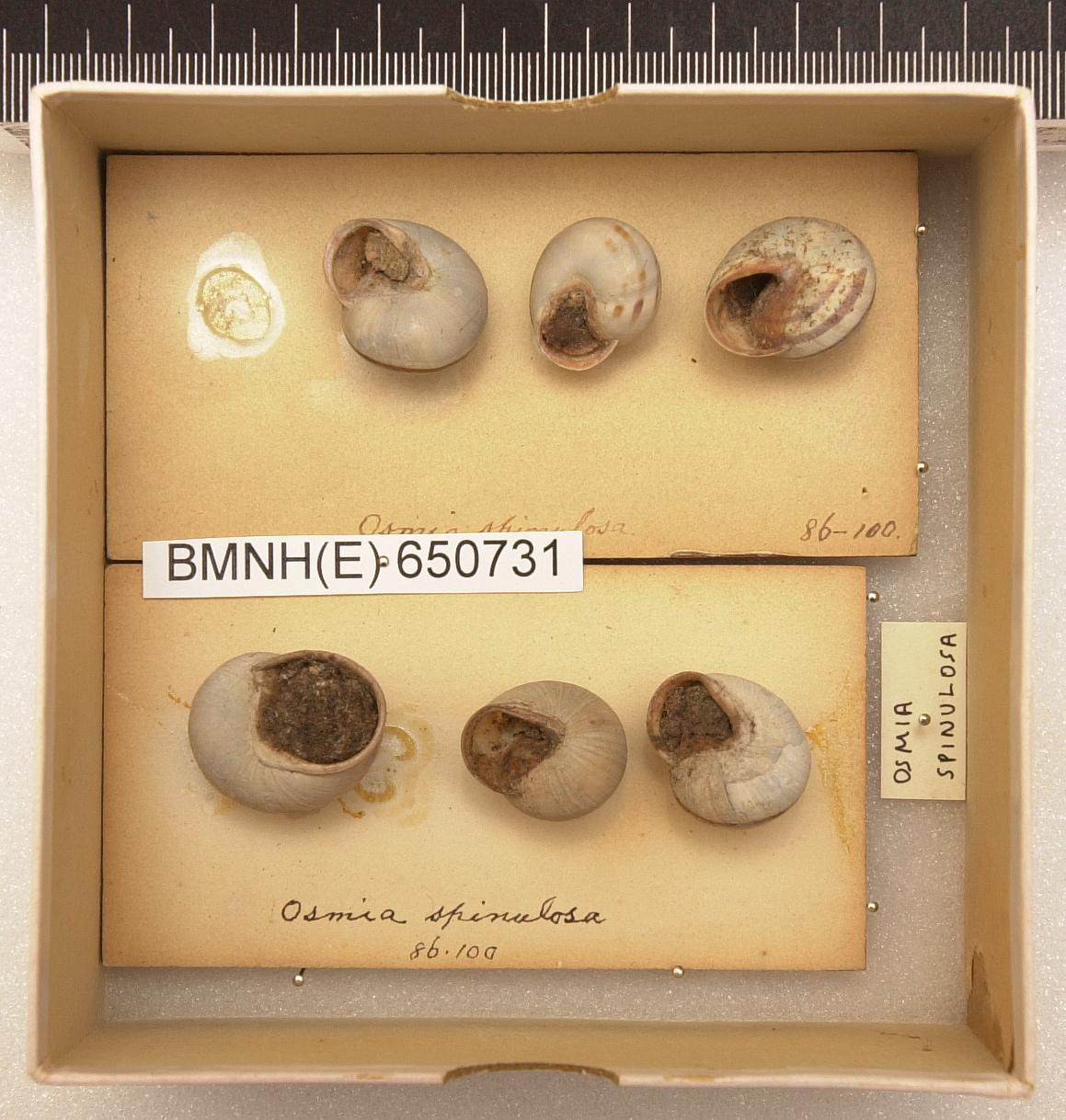
Nidi di Osmia spinulosa all'interno di gusci di gasteropodi

I nidi tipici delle api del genere Osmia sono formati da cavità tubolari suddivise longitudinalmente in varie celle da pareti costruite dall'ape. Ogni cella viene rifornita di un ammasso di polline e nettare, come scorta di cibo per la  futura larva, sopra cui viene deposto un uovo. Le uova femminili sono deposte nelle prime celle costruite. mentre quelle maschili sono deposte nelle ultime celle, quelle più vicine all'entrata del nido, per cui questi ultimi sfarfallano prima delle femmine.  Alla fine della serie di celle il nido viene tappato, lasciando tra l'ultima cella piena e il tappo uno spazio vuoto, detto cella vestibolare, che protegge il nido da parassiti e brusche variazioni di temperatura.
I materiali con cui vengono costruite le pareti delle celle, il tappo del nido e i rivestimenti interni variano a seconda della specie: alcune utilizzano fango, in alcuni casi mischiato a secrezioni delle ghiandole salivari, altre utilizzano foglie masticate e impastate con saliva, a volte mischiate con granelli di sabbia, trucioli di legno o fibre vegetali.
Le cavità utilizzate sono, nella maggior parte dei casi, preesistenti: a seconda della specie possono essere fusti cavi, come le canne, gallerie scavate nel legno da coleotteri, fori nei muri, gusci vuoti di gasteropodi.
Solo poche specie scavano da sé stesse le cavità nel legno (Osmia uncinata, Osmia nigriventris, Osmia pilicornis, Osmia bucephala).
Qualche specie di Osmia nidifica sul suolo: alcune di queste costruiscono strutture in fango su un substrato duro, solitamente roccia, al cui interno poi nidificano; altre occupano nidi di vespe muratrici soprattutto dei generi Sceliphron e Trypoxylon. 
Infine ci sono specie di Osmia che nidificano sottoterra, sia occupando nidi di api del genere Anthophora sia scavando da sé le gallerie.

### Alimentazione
Nelle specie di Osmia si trova una grande varietà di preferenze alimentari, infatti si trovano specie
- Oligolettiche in modo stretto, cioè che bottinano su un solo genere di piante;
- Oligolettiche in modo largo, cioè che bottinano su una famiglia di piante;
- Mesolettiche, cioè che bottinano su due o tre famiglie di piante;
- Polilettiche con una forte preferenza, cioè che bottinano su diverse famiglie di piante, ma ne preferiscono una o due;
- Polilettiche, cioè che bottinano su quattro o più famiglie di piante senza particolari preferenze. [2]

Per esempio O. adunca bottina solo sul genere Echium; O. californica raccoglie polline da piante della famiglia delle Asteraceae; O. caerulescens su due famiglie botaniche: Fabaceae e Lamiaceae; O. cornuta raccoglie polline su otto famiglie botaniche: Rosaceae, Salicaceae, Liliaceae, Asteraceae, Fagaceae, Ranunculaceae, Brassicaceae, Aquifoliaceae; O. rufa raccoglie polline su nove famiglie botaniche: Rosaceae, Fagaceae, Ranunculaceae, Brassicaceae, Aquifoliaceae, Papaveraceae, Cistaceae, Caryophyllaceae, Fabaceae. 
I tipi di piante da cui le diverse specie raccolgono polline dipendono dalla coincidenza della piena fioritura di certe piante e del periodo di nidificazione delle api e sono il risultato di due tendenze: quella ereditaria a bottinare una certa pianta più che un'altra e quella a visitare le piante più abbondanti.

## Distribuzione
Il genere Osmia ha una distribuzione principalmente paleartica e neartica, essendo molto diffuso in Europa, Nord Africa, Asia sud-occidentale e America nord-occidentale e abbastanza comune anche in Asia orientale e America nord-orientale. Soltanto poche specie si trovano nella zona indomalese e in quella  neotropicale.

## Utilizzo in agricoltura
A causa della rarefazione dei pronubi naturali nelle aree agricole, dovuta a tecniche colturali volte alla monocoltura e all'impiego di pesticidi, si è diffusa la pratica di allevare apoidei da utilizzare per l'impollinazione delle colture agricole, tra i quali ci sono diverse specie di Osmie.
Le specie allevate comprendono O. cornuta e O. rufa in Europa, O. lignaria in Nord America e O. cornifrons in Giappone.
Le specie di Osmia con periodo di volo tra fine inverno e inizio primavera risultano molto efficaci nell'impollinazione di alberi da frutto a fioritura precoce, come albicocco, mandorlo, pesco, pero e melo. Infatti queste Osmie sono in attività anche con temperature inferiori ai 10 °C e con vento superiore ai 30 km/h, condizioni che si ritrovano spesso nel periodo di fioritura di queste piante e alle quali Apis mellifera e altri pronubi sono poco attivi; il loro metodo di raccolta del polline garantisce un elevato contatto con gli stigmi, favorendo una migliore impollinazione e una maggiore allegagione di quelle prodotte da Apis mellifera; visita anche fiori con nettare poco zuccherino, come il pero, che Apis mellifera tende a evitare. . 
Sono stati ottenuti buoni risultati anche nell'impollnazione di colture orticole in ambiente confinato, soprattutto pomodoro e peperone, e dei piccoli frutti, come fragola, mora e lampone.
La biologia delle Osmie che nidificano in cavità rende facile il loro allevamento e utilizzo per l'impollinazione. Infatti esse accettano agevolmente materiali di nidificazione artificiali, costituiti da gruppi di tubi di vario materiale (canne, carta, blocchi di legno forato), che poi possono essere portati tra la coltura da impollinare poco prima dello sfarfallamento delle nuove osmie. Attraverso precisi trattamenti termici, è possibile regolare il ciclo biologico delle osmie sincronizzando il loro periodo di attività con la fioritura della coltura bersaglio, inoltre l'abitudine a nidificare in modo gregario aiuta ad aumentare la popolazione allevata.

## Tassonomia
A questo genere appartengono 350 specie.
Le specie presenti in Italia sono:
- Osmia alfkeni Ducke, 1900
- Osmia argyropyga Pérez, 1879
- Osmia aurulenta (Panzer, 1799)
  - Osmia aurulenta aurulenta (Panzer, 1799)
  - Osmia aurulenta meridionalis Gribodo, 1894
- Osmia balearica Schmiedeknecht, 1885
- Osmia bicolor (Schrank, 1781)
- Osmia brevicornis (Fabricius, 1798)
- Osmia caerulescens (Linnaeus, 1758)
- Osmia cephalotes Morawitz, 1871
  - Osmia cephalotes cephalotes Morawitz, 1871
  - Osmia cephalotes longiceps Morawitz, 1876
- Osmia cerinthidis Morawitz, 1876
  - Osmia cerinthidis cerinthidis Morawitz, 1876
  - Osmia cerinthidis crassiclypeata Peters, 1978
- Osmia cornuta (Latreille, 1805)
- Osmia cyanoxantha Pérez, 1879
- Osmia dimidiata Morawitz, 1871
  - Osmia dimidiata dimidiata Morawitz, 1871
  - Osmia dimidiata rossica Friese, 1887
- Osmia dives Mocsáry, 1877
- Osmia emarginata Lepeletier, 1841
- Osmia ferruginea Latreille, 1811
- Osmia fulviventris (Panzer, 1798)
- Osmia gallarum Spinola, 1808
- Osmia inermis (Zetterstedt, 1838)
- Osmia kohli Ducke, 1900 (Si)
- Osmia labialis Pérez, 1878
- Osmia latreillei (Spinola, 1806)
- Osmia leaiana (Kirby, 1802)
- Osmia melanogaster Spinola, 1808
- Osmia mustelina Gerstaecker, 1869
  - Osmia mustelina mustelina Gerstaecker, 1869
  - Osmia mustelina umbrosa Peters, 1978
- Osmia nana Morawitz, 1873
- Osmia niveocincta Pérez, 1897
- Osmia notata (Fabricius, 1804)
- Osmia parietina Curtis, 1828
- Osmia rufa (Linnaeus, 1758)
  - Osmia rufa rufa (Linaeus, 1758)
  - Osmia rufa cornigera (Rossi, 1790)
  - Osmia rufa fracticornis Pérez, 1895
- Osmia saxicola Ducke, 1899
- Osmia signata Erichson, 1835
  - Osmia signata signata Erichson, 1835
  - Osmia signata laticincta Pérez, 1879
- Osmia steinmanni A. Müller, 2002[18]
- Osmia submicans Morawitz, 1866
- Osmia teunisseni Zanden, 1981
- Osmia tricornis Latreille, 1811
- Osmia tunensis (Fabricius, 1787)
- Osmia unicincta Gerstaecker, 1869
- Osmia ventralis (Panzer, 1798)
- Osmia versicolor Latreille, 1811
  - Osmia versicolor versicolor Latreille, 1811
  - Osmia versicolor corrusca Erichson, 1835
- Osmia viridana Morawitz, 1873
  - Osmia viridana viridana Morawitz, 1873
  - Osmia viridana mulleolus Zanden, 1984
- Osmia xanthomelana (Kirby, 1802)

## Galleria d'immagini

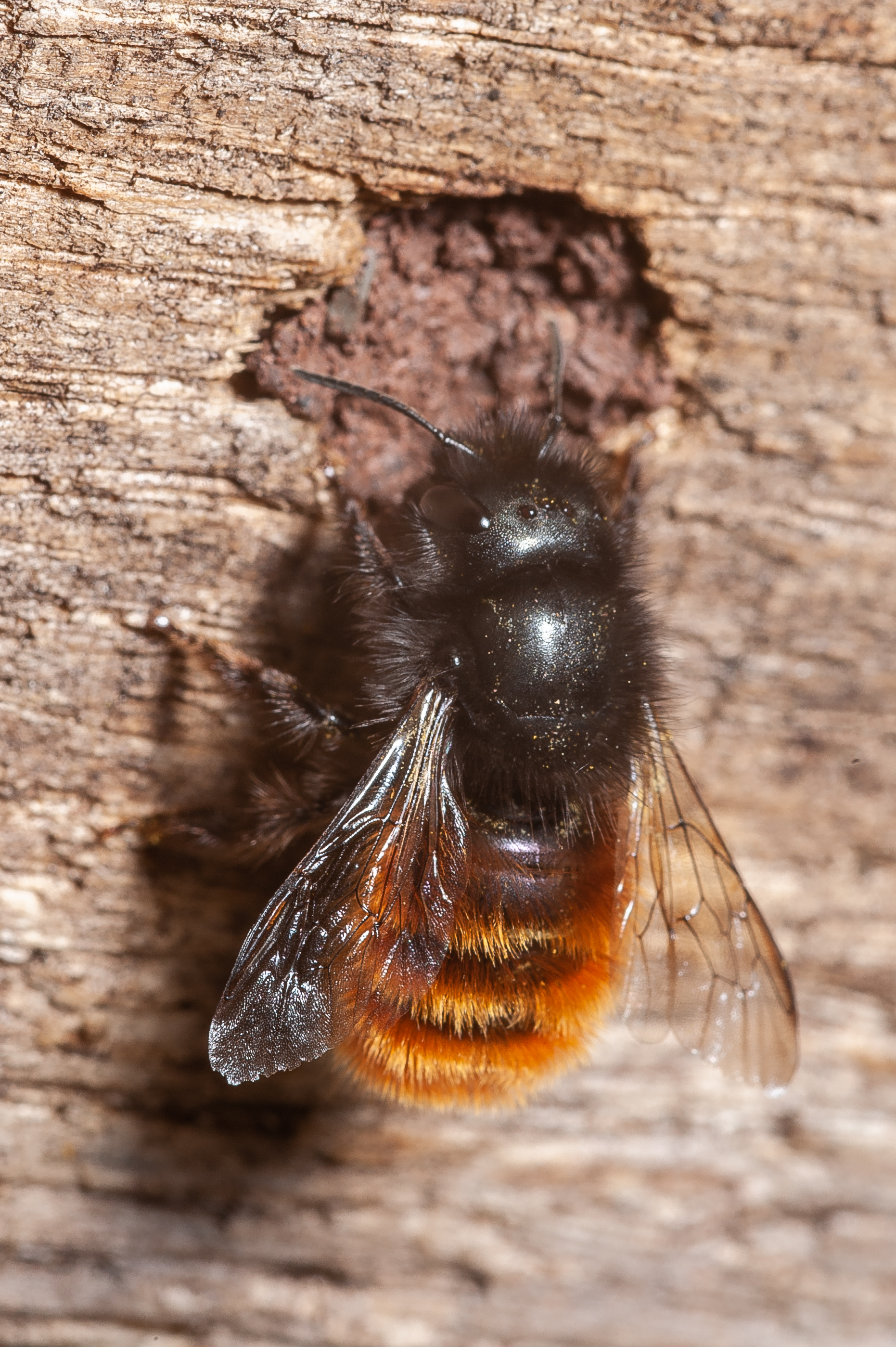
Osmia cornuta
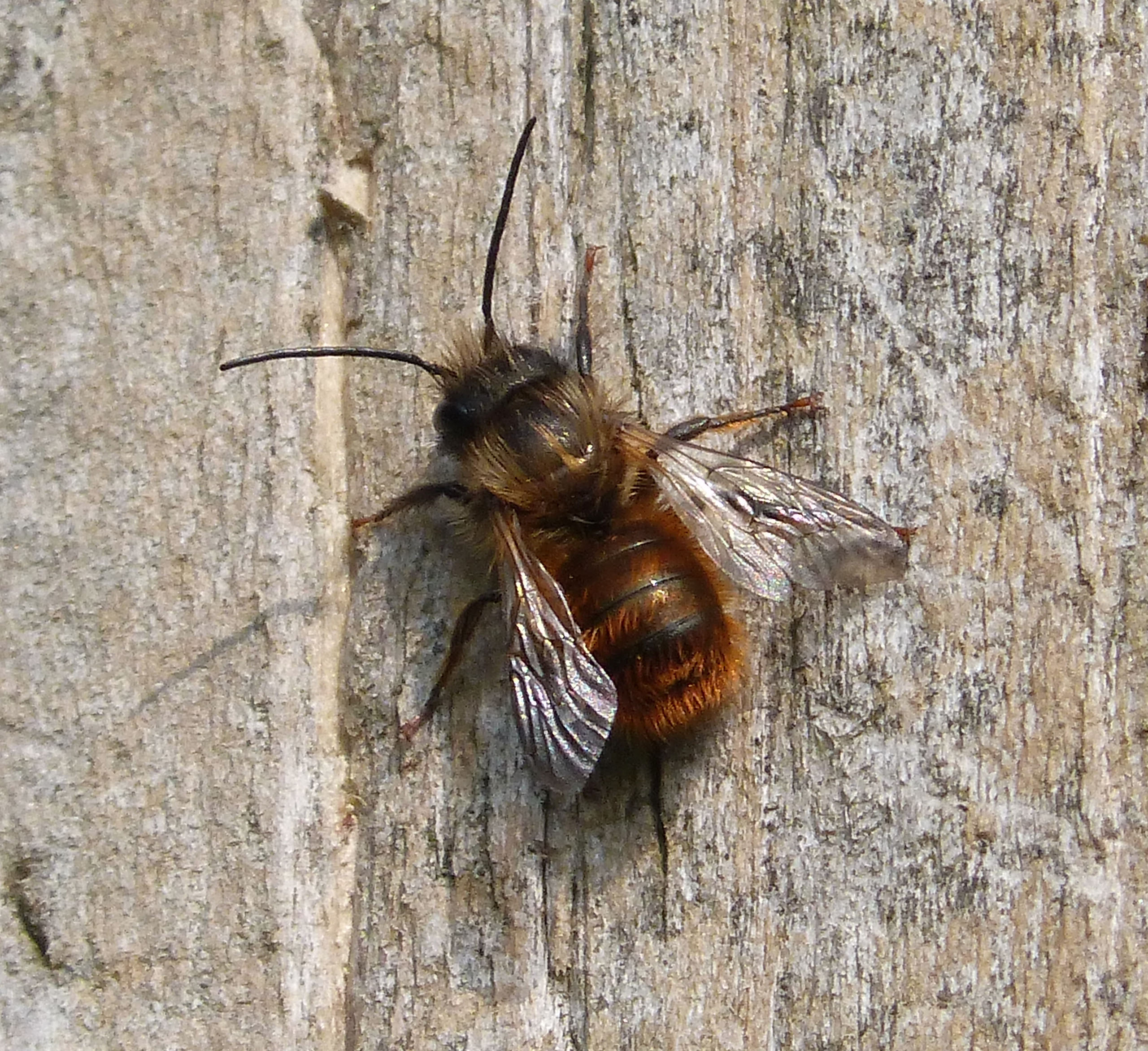
Osmia rufa
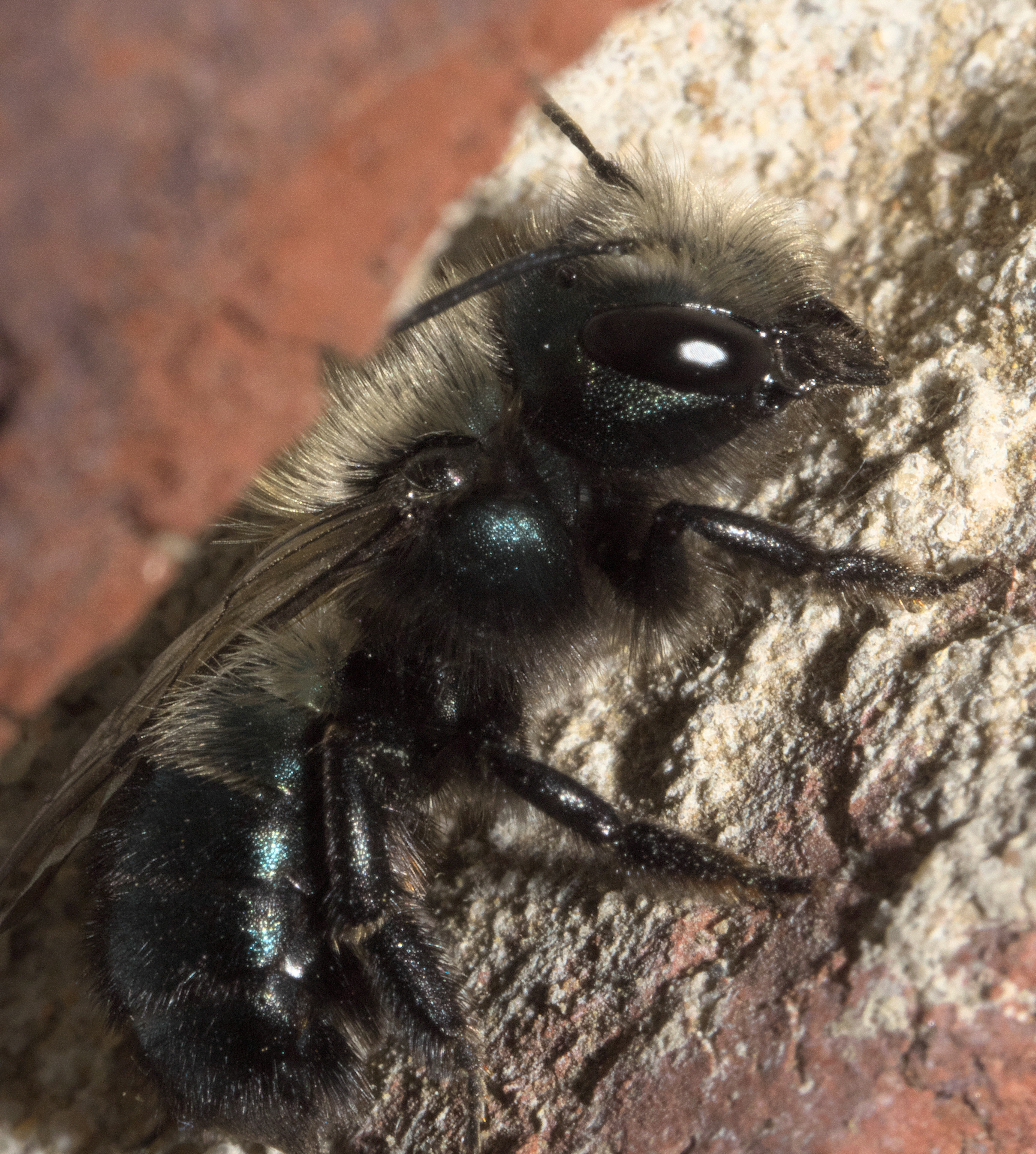
Osmia lignaria
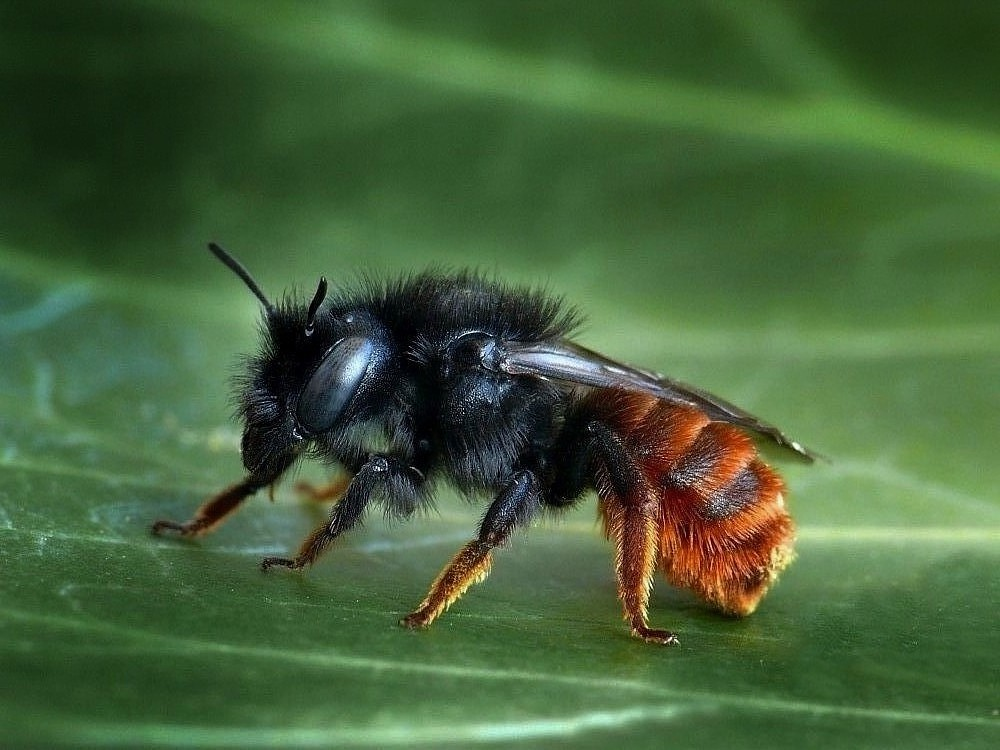
Osmia bicolor
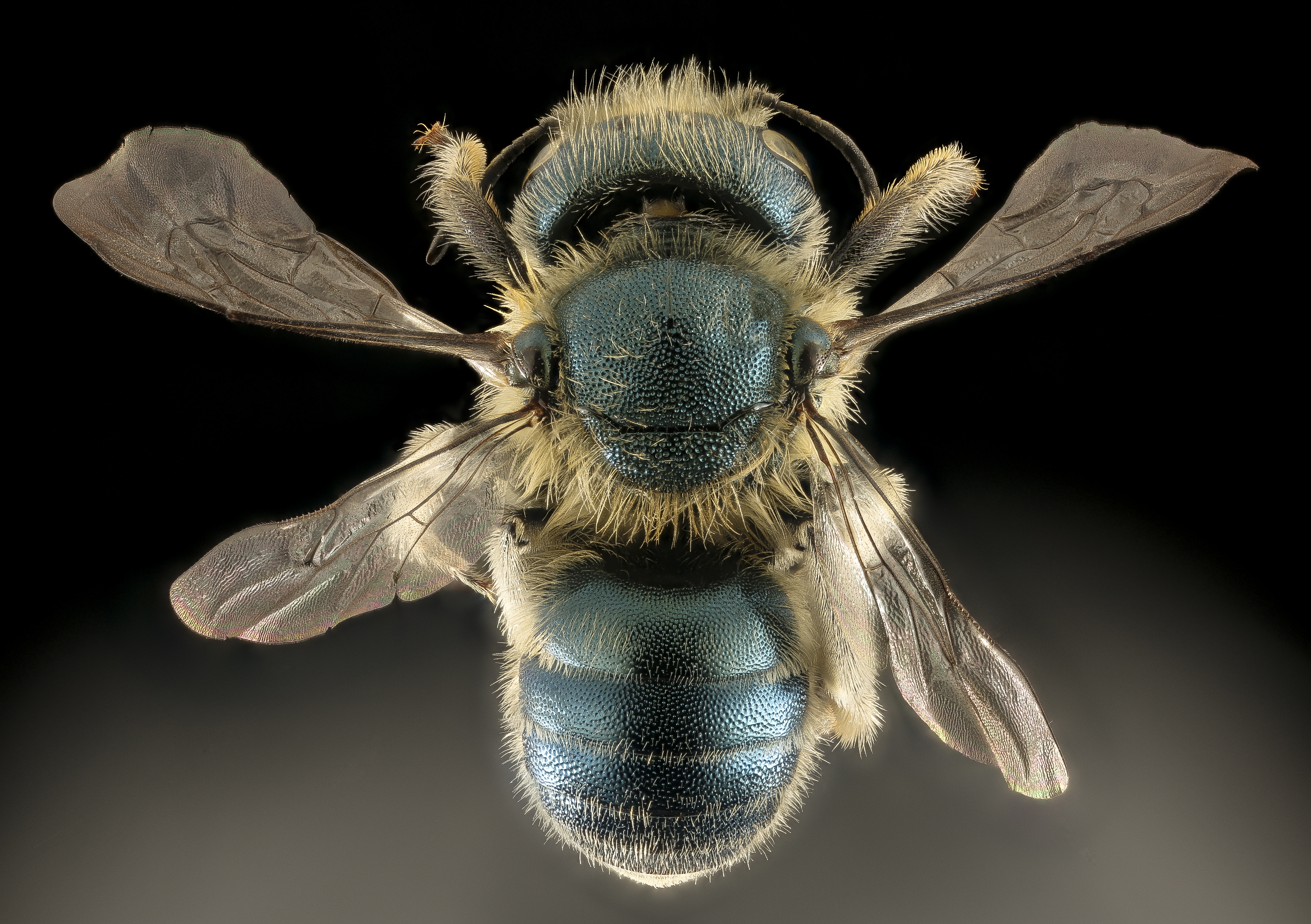
Osmia conjuncta
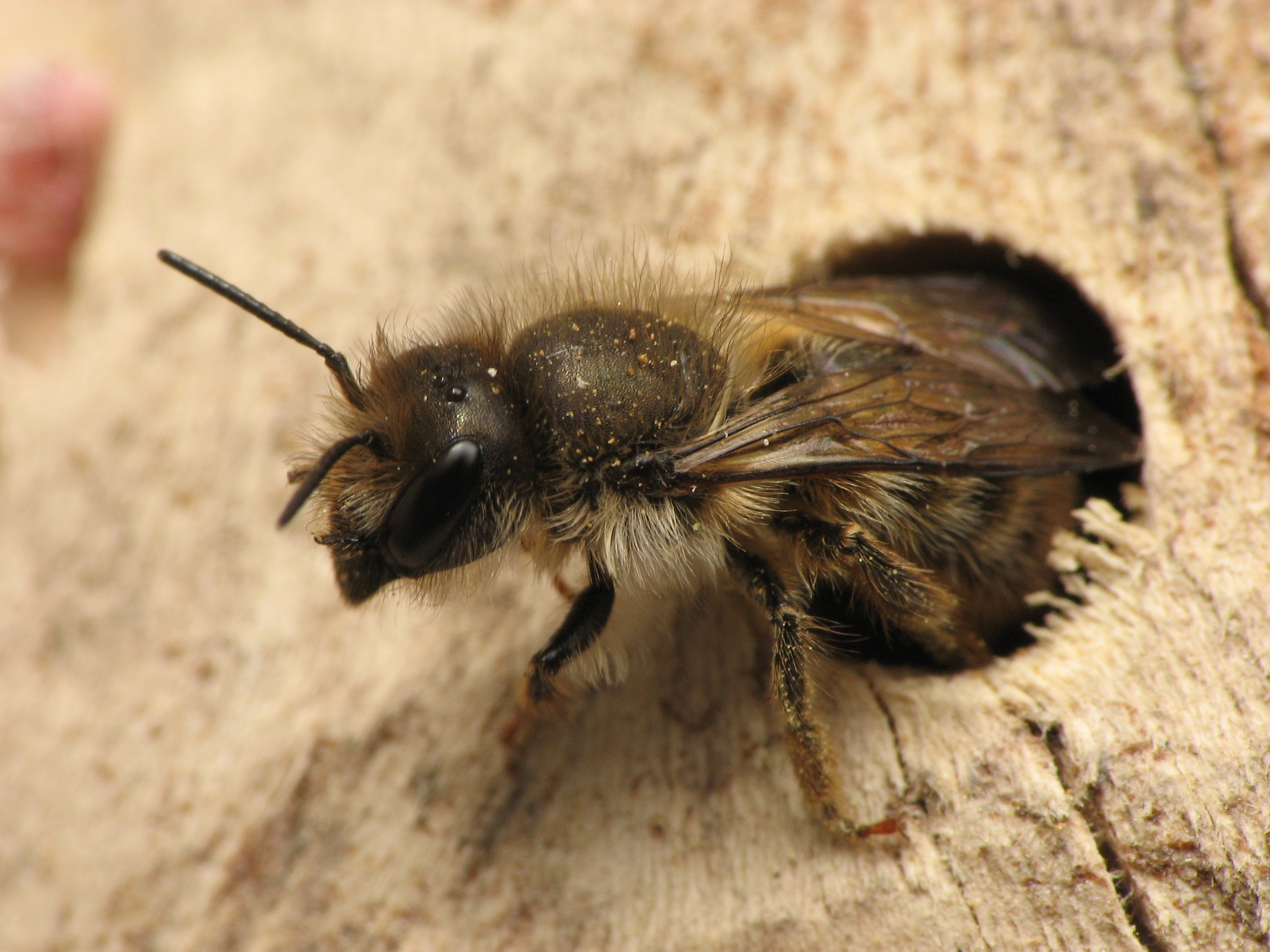
Osmia cornifrons
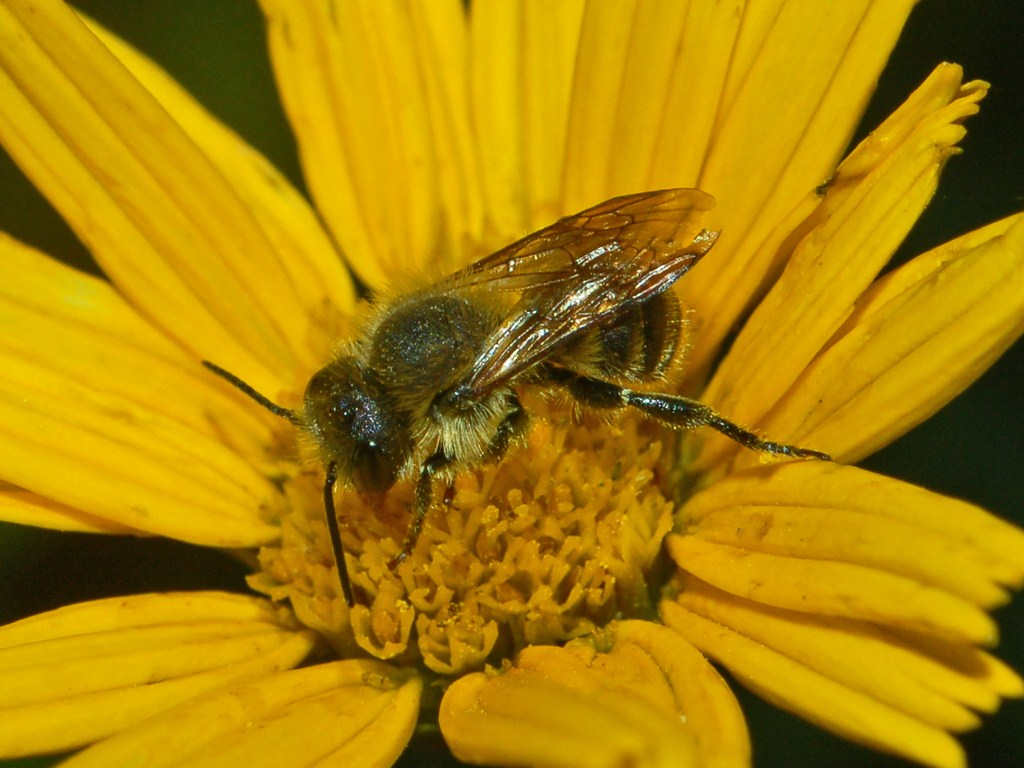
Osmia latreillei
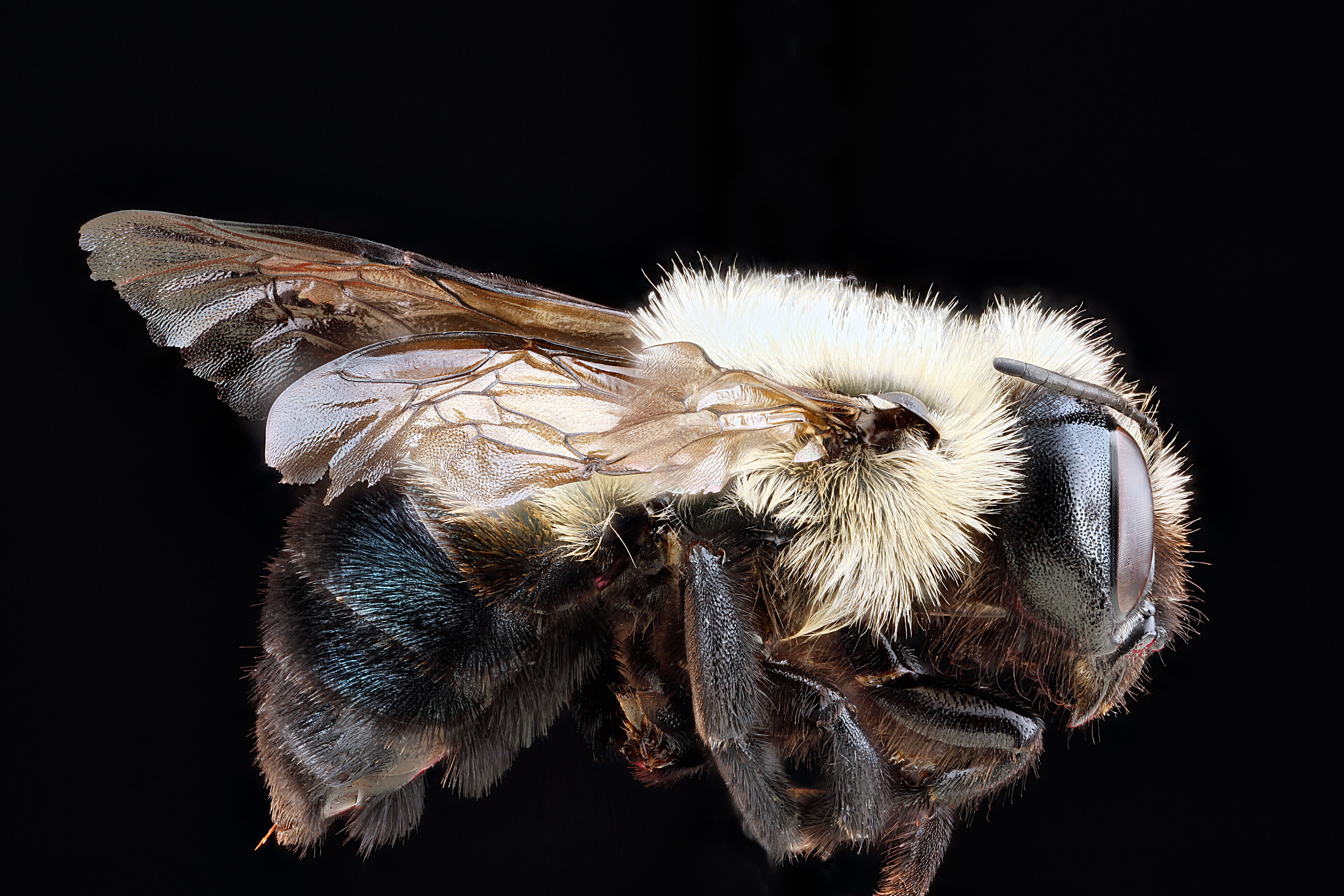
Osmia bucephala
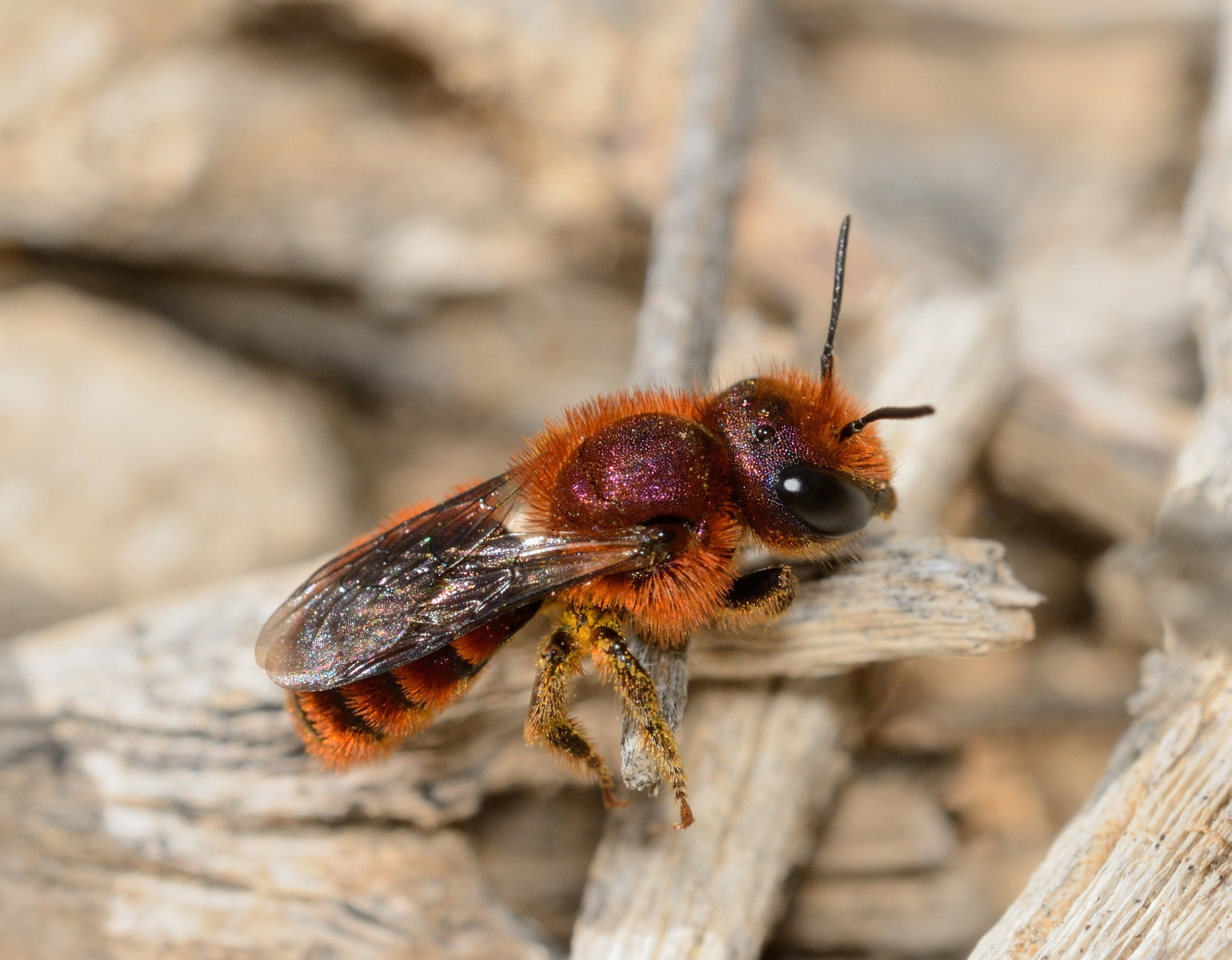
Osmia ferruginea
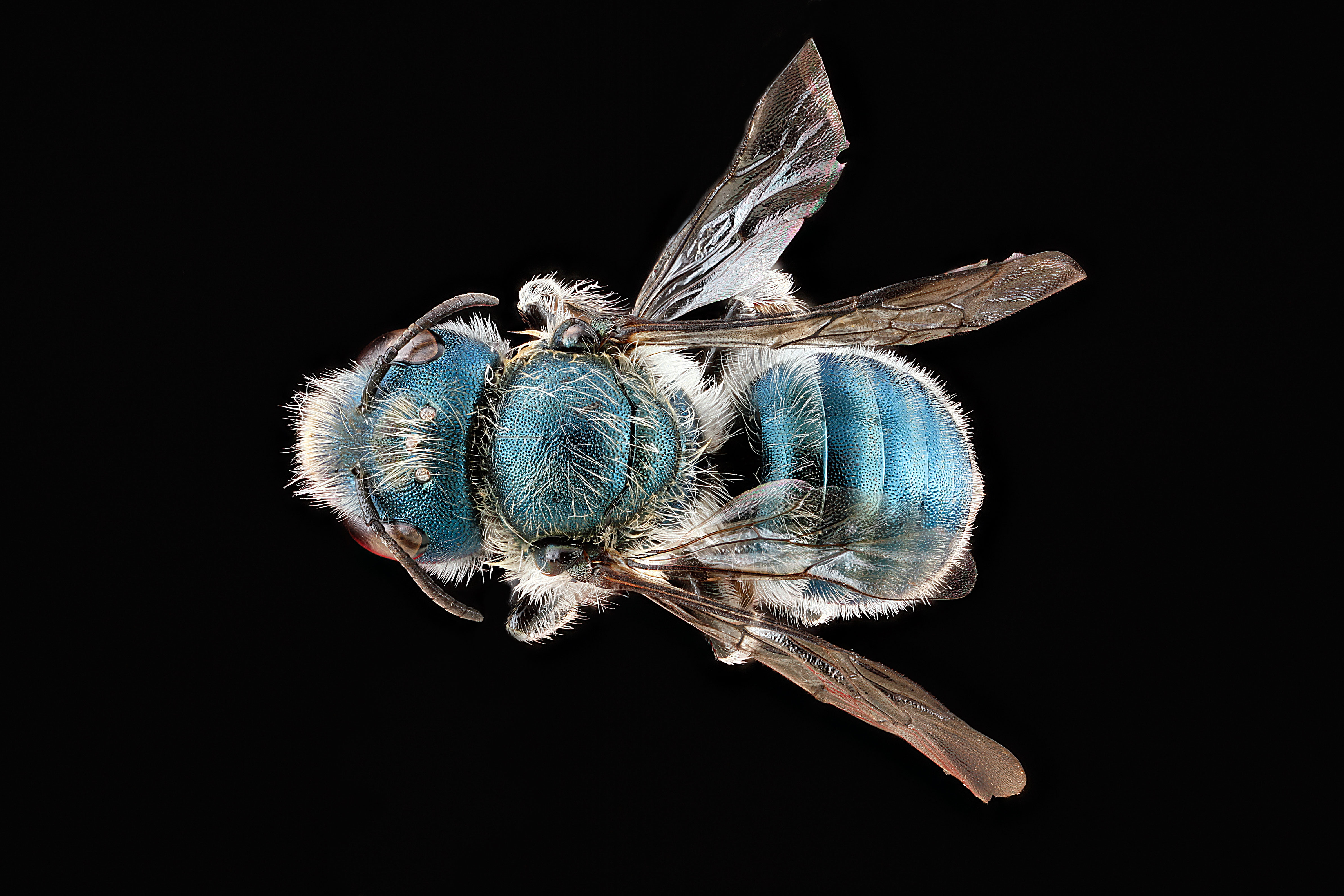
Osmia distincta
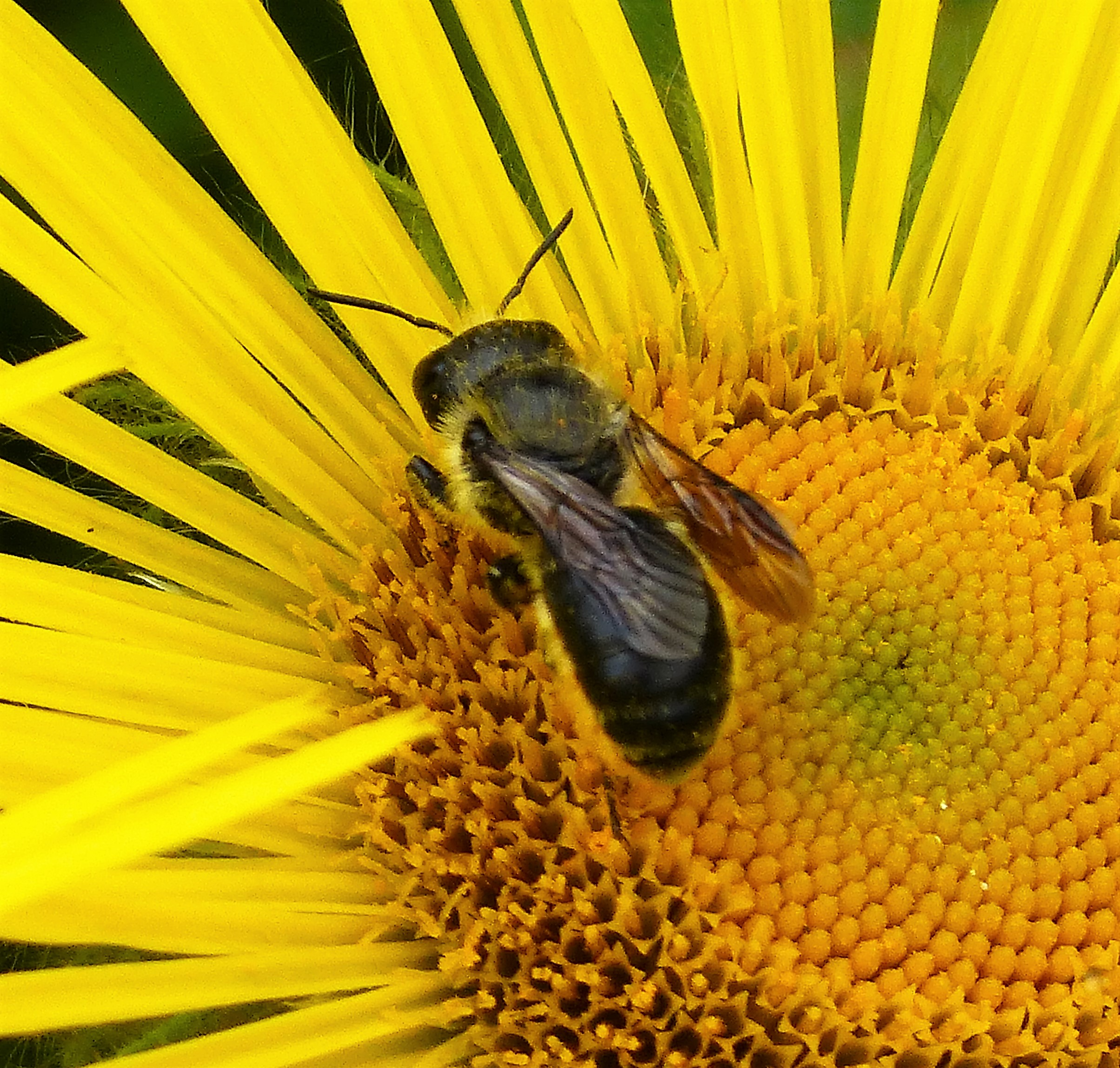
Osmia leaiana
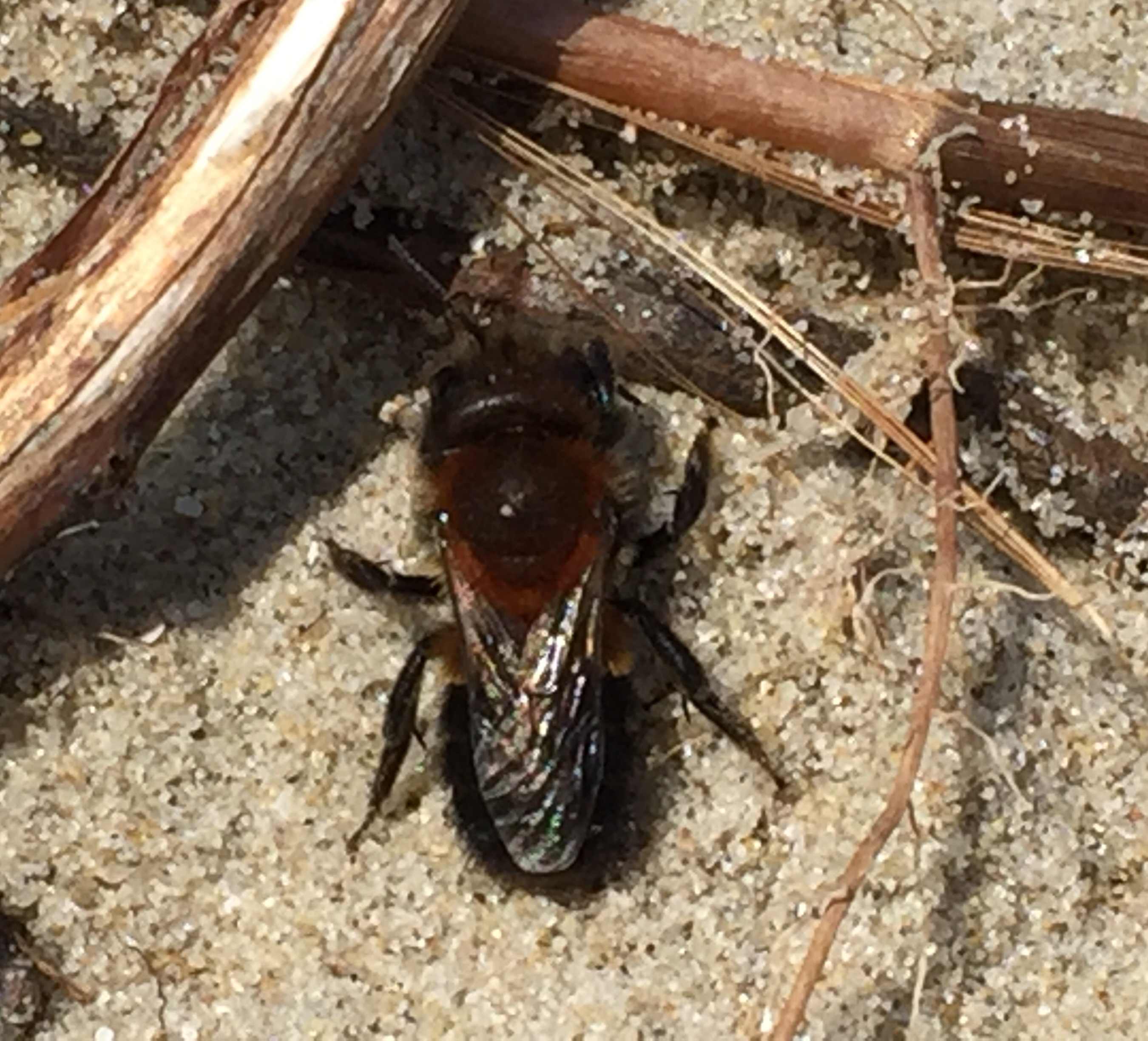
Osmia maritima
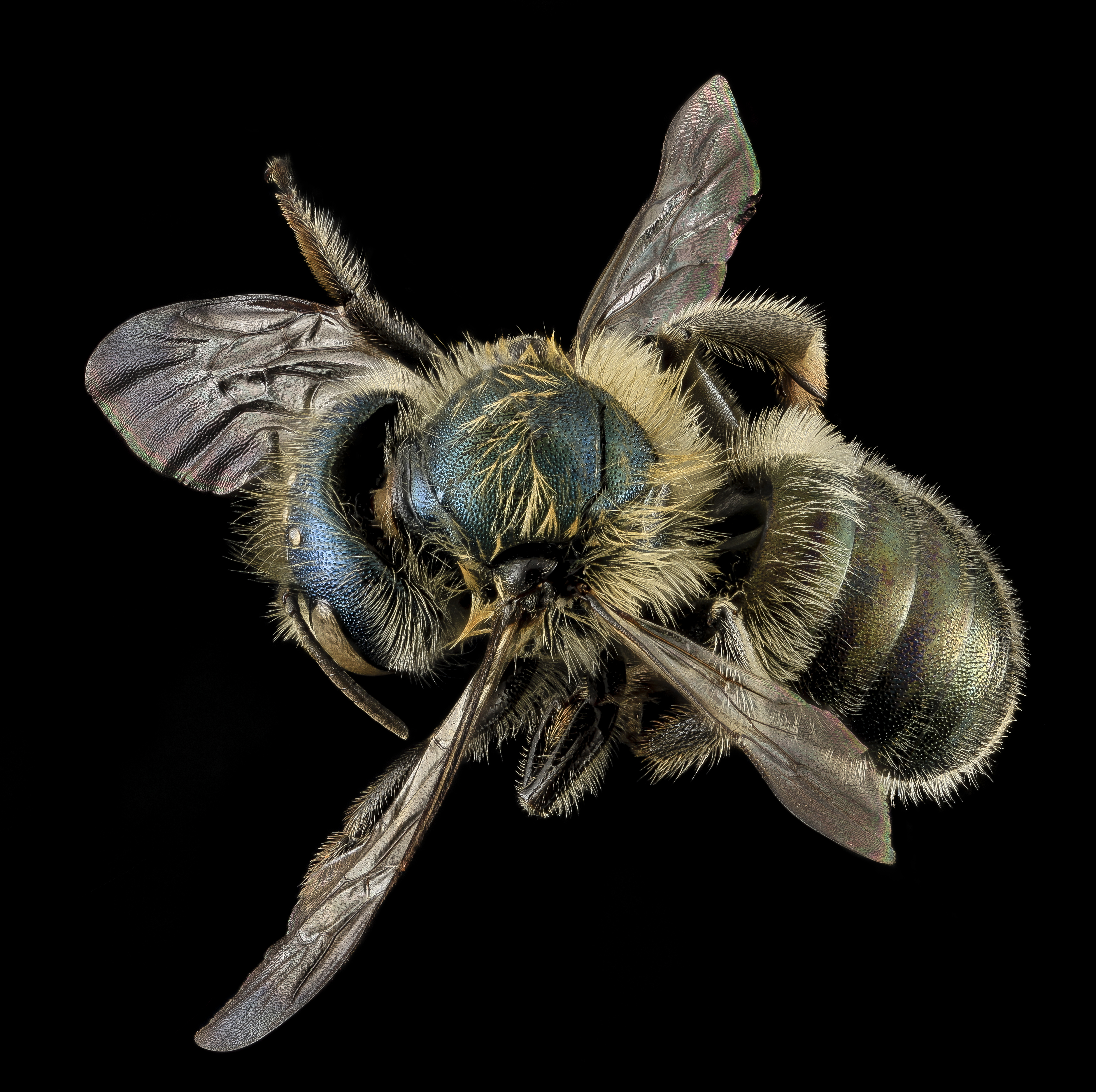
Osmia inspergens
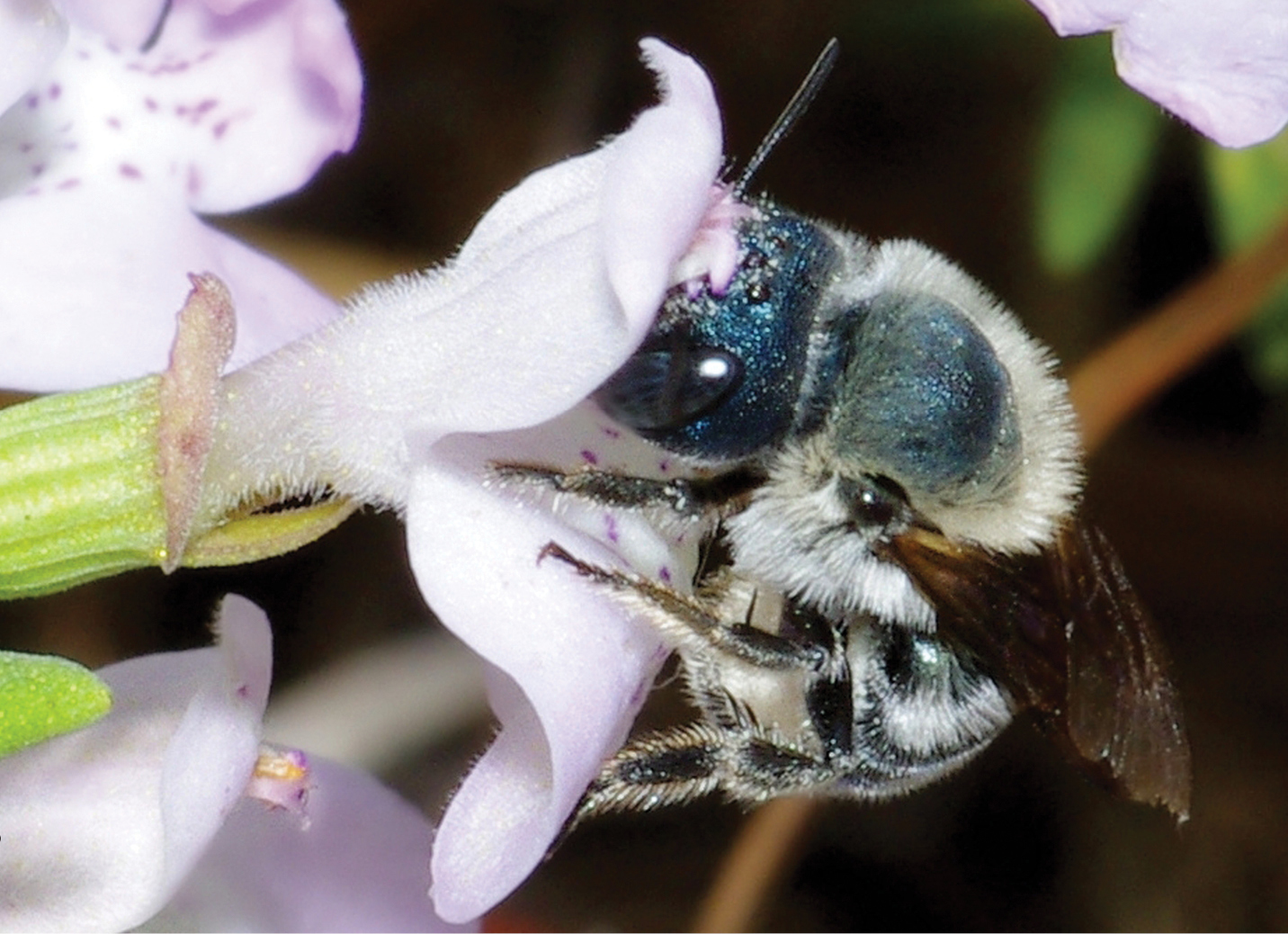
Osmia calaminthae
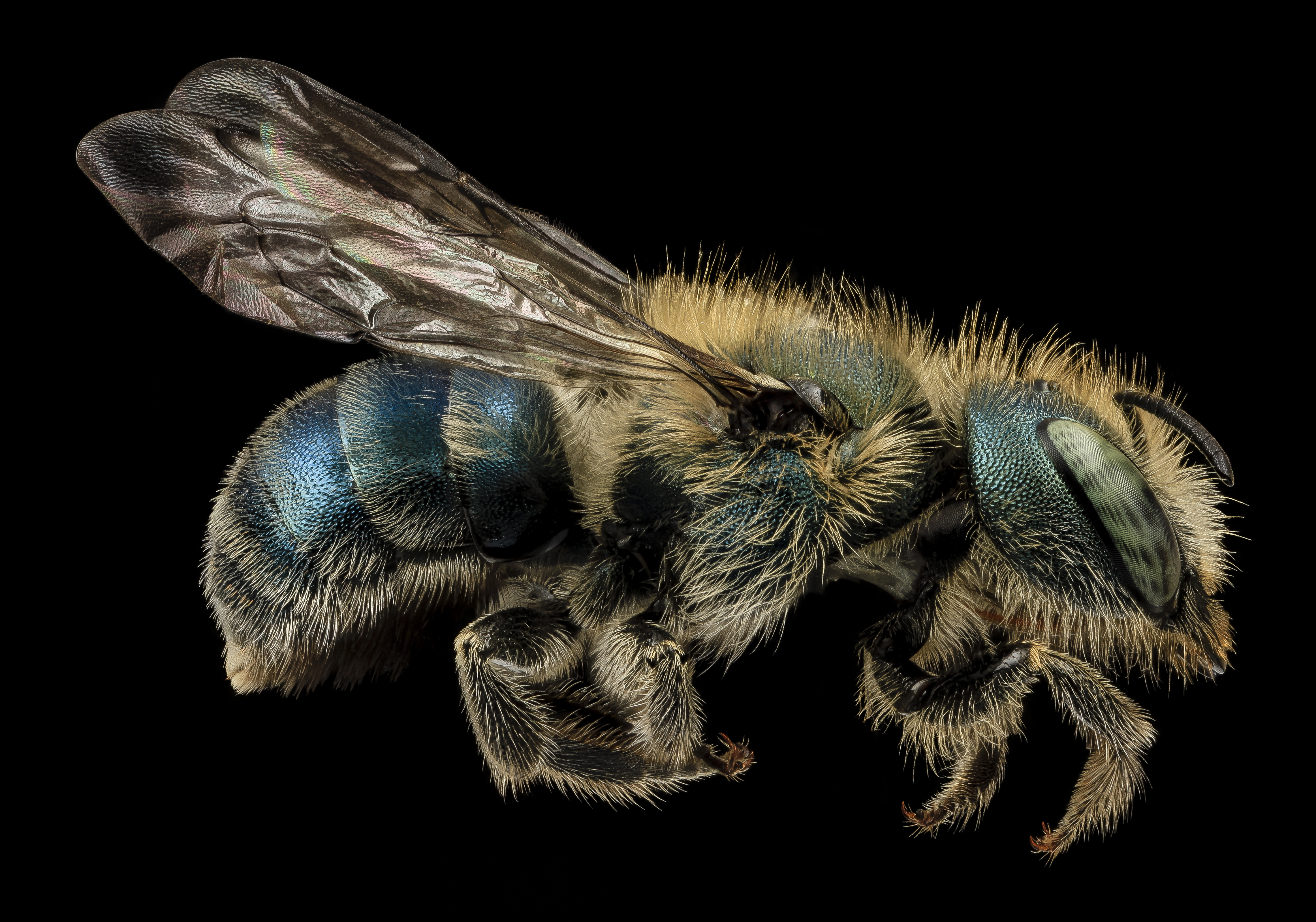
Osmia atriventris
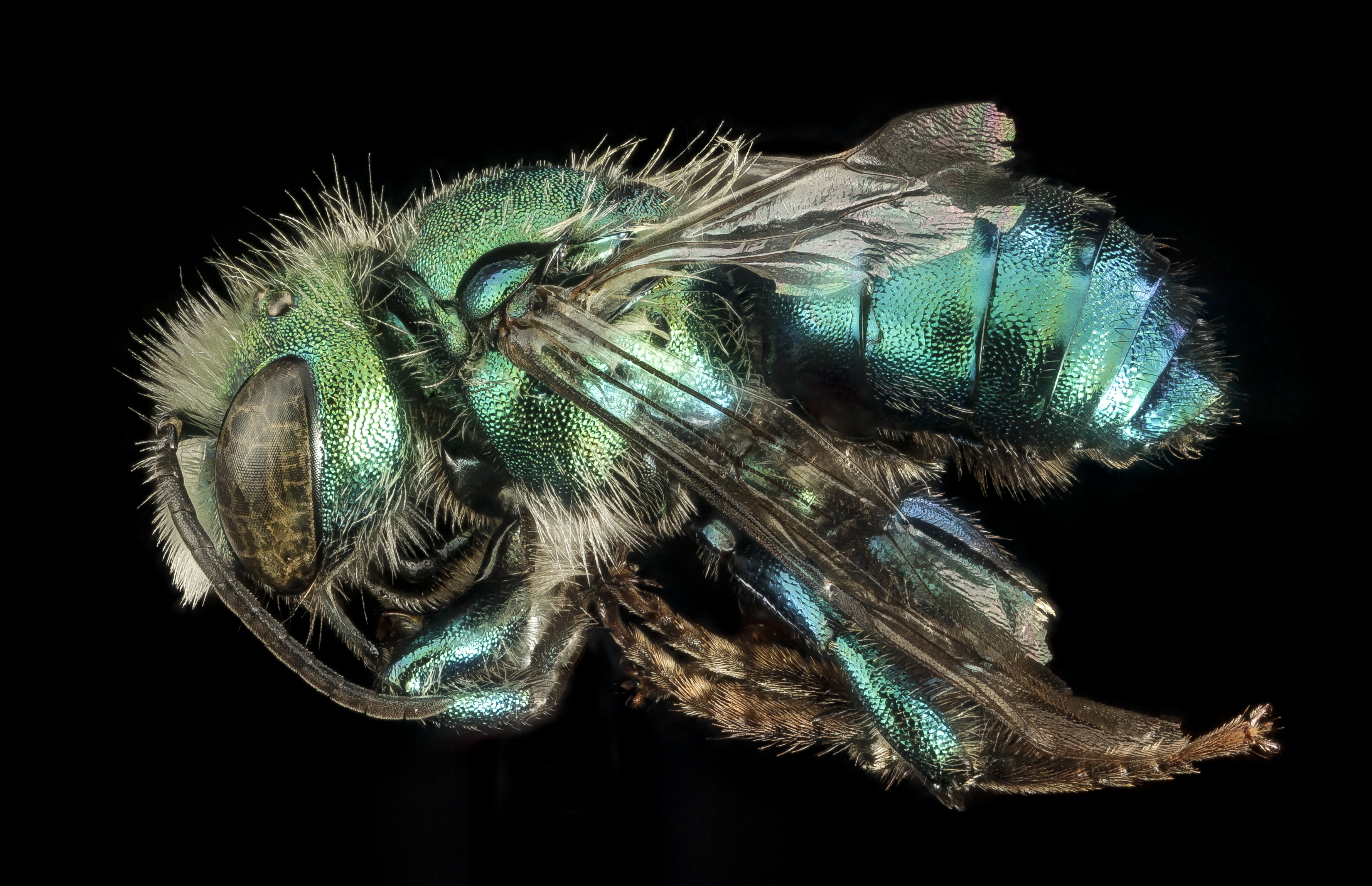
Osmia bruneri
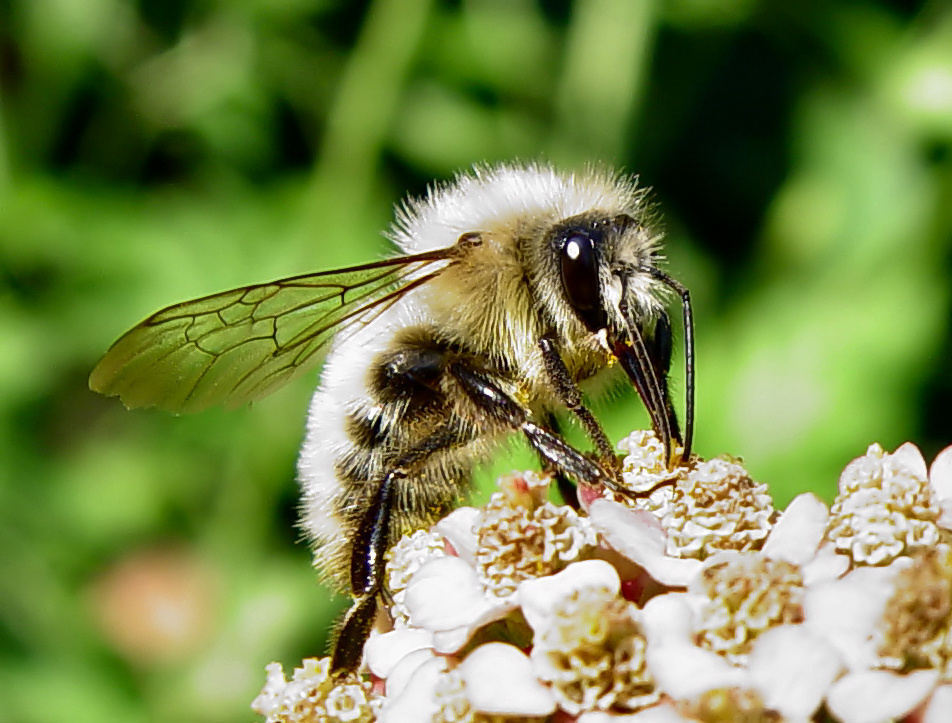
Osmia ribifloris
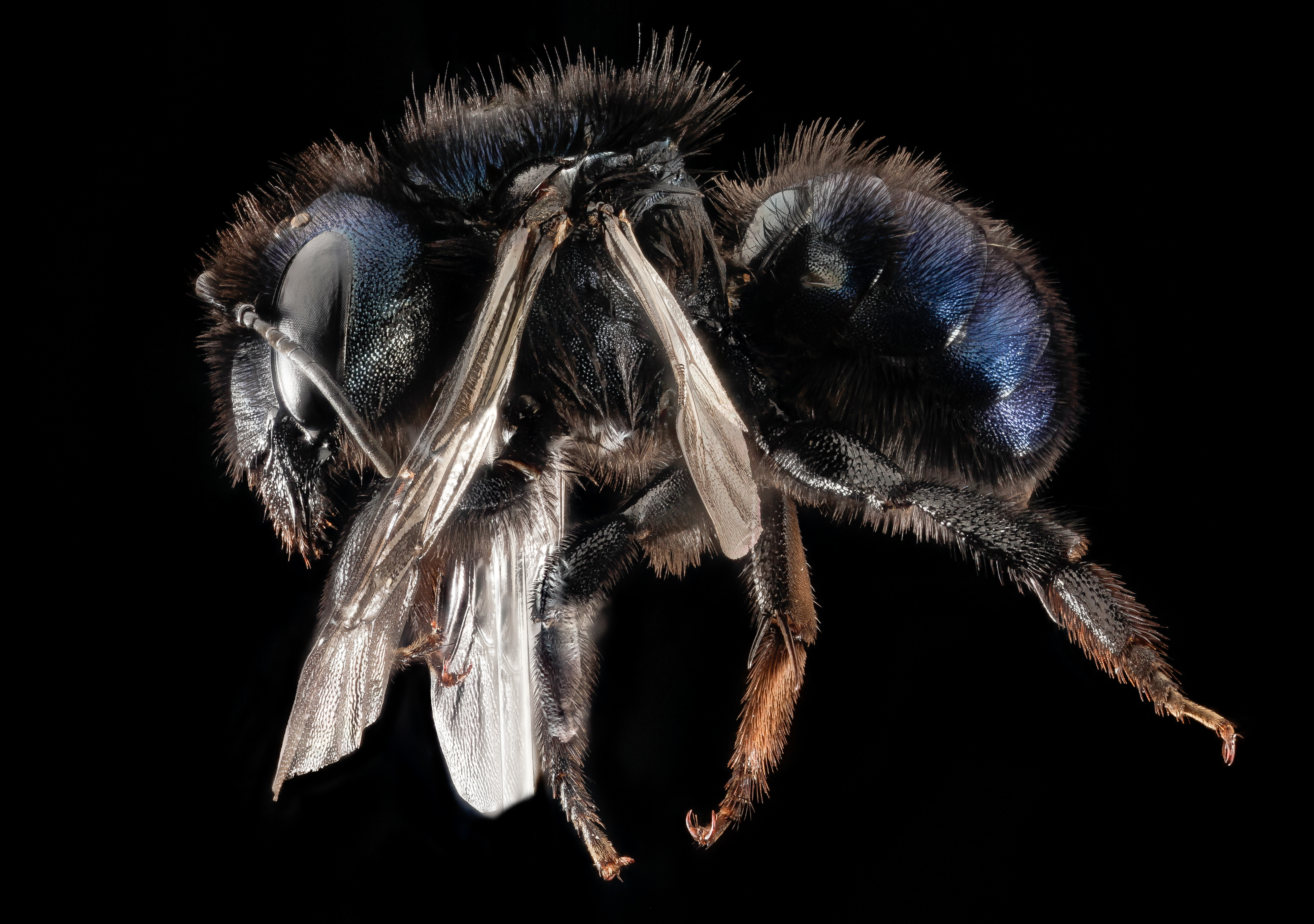
Osmia Californica